# Gerhard II. von Lohn
Gerhard II. von Lohn  (* im 11. oder 12. Jahrhundert; † 1152) war ein Graf in der Herrschaft Lohn, deren Gebiet sich bis zu ihrem Untergang im Jahre 1316 über das Westmünsterland und Teile der Region Achterhoek in der Provinz Gelderland erstreckte.

## Leben
Gerhard II. von Lohn entstammte als Sohn des Gottschalk I. von Lohn dem Geschlecht der Edelherren von Lohn und wuchs zusammen mit seinen Brüdern Gottschalk van Varsseveld, Alard van Wesenthorst und Wennemar van Didam auf. Die Namensverschiedenheit unter den Geschwistern liegt darin begründet, dass sie den Namen führten, auf dessen Eigentum sie lebten.
Angaben über deren Mutter sind nicht überliefert. 1110 trat Gerhard, der den Vornamen seines Großvaters Gerhard erhielt, die Nachfolge seines Vaters an und blieb bis zu seinem Tode im Jahre 1152 in diesem Amt.
Gerhard war verheiratet. Angaben über seine Ehefrau fehlen; aus der Ehe stammte der Sohn Gottschalk, den er nach seinem Vater benannte und der sein Nachfolger wurde.